# Max Galler
Max Galler (27 gennaio 1902 – 6 gennaio 1970) è stato un calciatore svizzero, di ruolo difensore.

## Carriera

### Nazionale
Ha collezionato 5 presenze con la propria Nazionale.